# June Brown

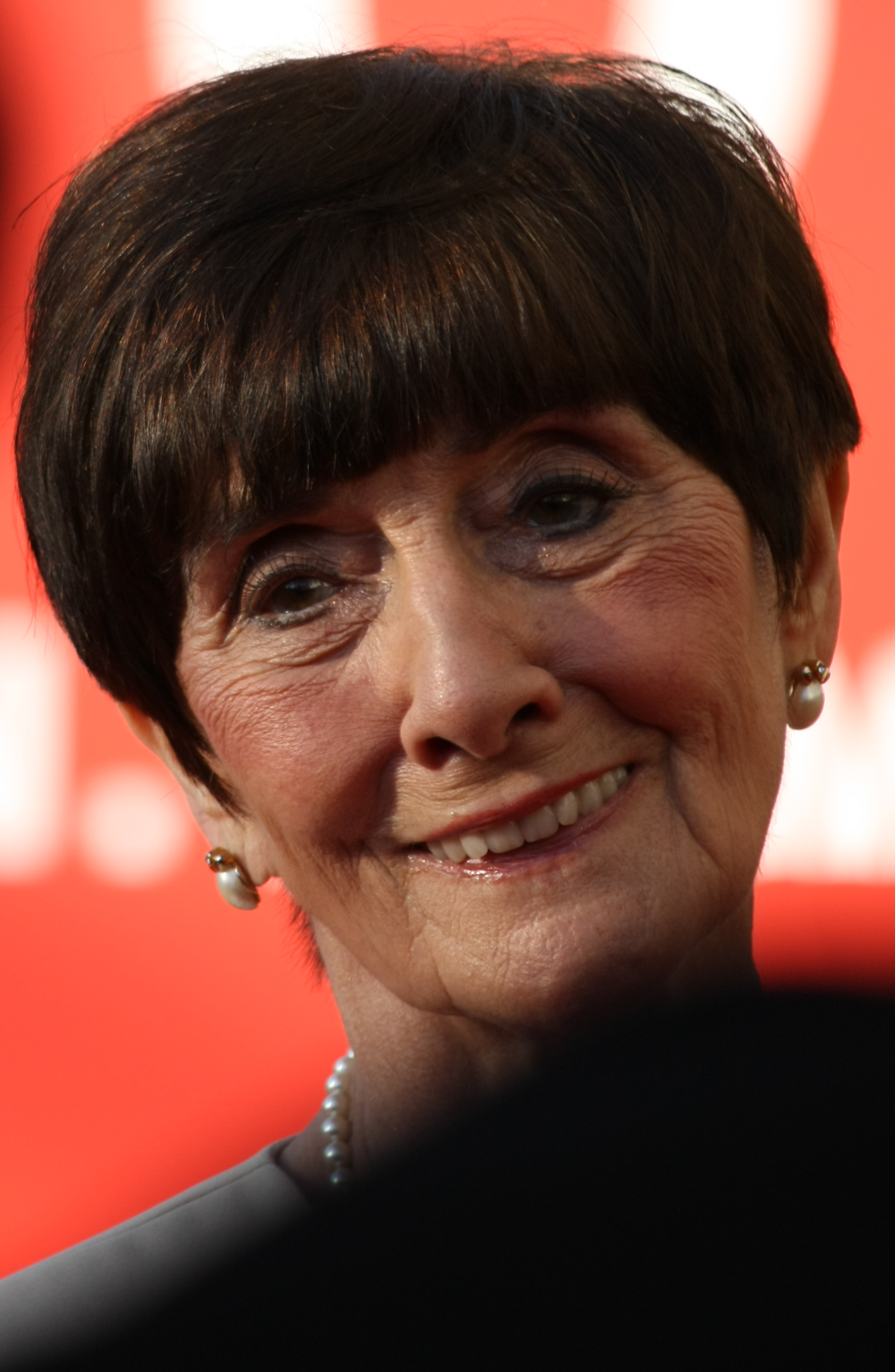
June Brown bei den BAFTA Film Awards (2009)

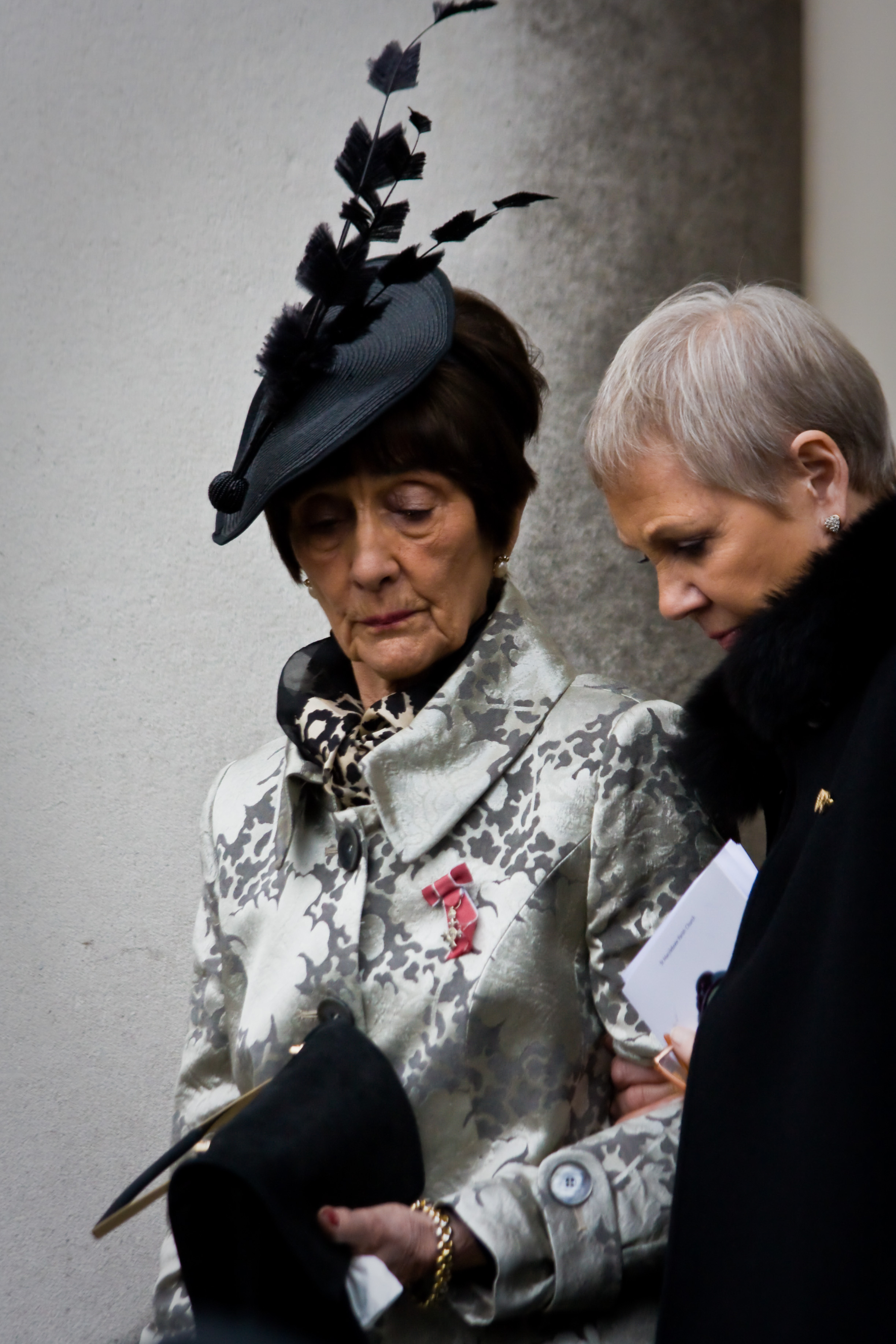
June Brown bei der Trauerfeier für ihre Schauspielkollegin Wendy Richard (2009)

June Muriel Brown OBE (* 16. Februar 1927 in Needham Market; † 3. April 2022 in Surrey) war eine britische Schauspielerin. Bekanntheit erlangte sie durch die Rolle der Dot Cotton in der Fernsehserie EastEnders, die sie von 1985 bis 2020 verkörperte.

## Leben
June Brown wurde 1927 in Needham Market in der Grafschaft Suffolk geboren. Sie hatte fünf Geschwister, von denen jedoch zwei bereits im Kindesalter 1932 und 1934 starben. Brown besuchte die St. John’s Church of England School in Ipswich, ehe sie ihren Abschluss an der Ipswich High School for Girls machte. Nach Beginn des Zweiten Weltkriegs zog Brown nach Wales und diente in den späteren Kriegsjahren bei den Wrens. Ebenfalls während des Krieges sammelte sie erste Bühnenerfahrungen in der Bristol Old Vic Theatre School.
Brown begann ihre Schauspielkarriere 1952 mit einer kleinen Rolle in dem Film It Started in Paradise. In den folgenden Jahren war sie in mehreren Dutzend Filmen und Fernsehserien zu sehen. Von 1970 bis 1971 verkörperte Brown die Rolle der Mrs. Parsons in Coronation Street. 1973 und 1974 spielte sie die Rolle der Lady Eleanor of Wessex im vierteiligen Doctor-Who-Special The Time Warrior. Seit 1985 war Brown in ihrer wohl bekanntesten Rolle als Dot Cotton in insgesamt mehr als 2.300 Folgen von EastEnders zu sehen.
Zu ihren bekanntesten Filmrollen gehören Auftritte in Sunday, Bloody Sunday, Mord an der Themse und Bean – Der ultimative Katastrophenfilm. Neben ihrer Film- und vor allem Fernsehkarriere, die ihre Mitwirkung an mehr als 70 Produktionen umfasst, trat Brown zudem seit Beginn ihrer Karriere in verschiedenen Bühnenstücken auf.
June Brown war bis zuletzt als Schauspielerin auf der Bühne und im Fernsehen aktiv. 2010 trat sie in einem Weihnachtsspecial der Tanzshow Strictly Come Dancing auf. Für ihre Verdienste wurde sie mehrfach ausgezeichnet, darunter mit drei British Soap Awards für ihre Rolle in EastEnders. Für dieselbe Rolle erhielt Brown im Jahr 2009 eine Nominierung für den British Academy Television Award. 2008 wurde sie zum Member (MBE) und 2022 zum Officer of the Order of the British Empire (OBE) ernannt.
Im April 2019 gab die Schauspielerin bekannt, dass sie ihr Augenlicht verliere und deshalb nicht mehr in der Öffentlichkeit auftreten könne. Bereits im Jahr zuvor hatte sie ihren Ausstieg bei Eastenders für 2019 angekündigt. Dennoch spielte Brown auch 2020 weiter die Rolle der Dot Cotton in vereinzelten Folgen der Serie. Im selben Jahr gab sie ihren endgültigen Ausstieg aus Eastenders bekannt.
Brown war zweimal verheiratet: in erster Ehe mit dem Schauspieler John Garley von 1950 bis zu dessen Suizid im Jahr 1957, in zweiter Ehe mit Robert Arnold von 1958 bis zu dessen Tod im Jahr 2003. Aus der Ehe mit Arnold stammen sechs Kinder, von denen eines im Säuglingsalter starb. June Brown lebte in Surrey.

## Filmografie (Auswahl)
- 1952: It Started in Paradise
- 1970–1971: Coronation Street (Fernsehserie, drei Folgen)
- 1971: Sunday, Bloody Sunday (Sunday Bloody Sunday)
- 1971: Wer Gewalt sät (Straw Dogs)
- 1972: Sitting Target
- 1973: Der Frosch (Psychomania)
- 1973: The 14
- 1973–1974: Doctor Who (Fernsehserie, vier Folgen)
- 1975: Die Füchse (The Sweeney; Fernsehserie, eine Folge)
- 1979: Mord an der Themse (Murder by Decree)
- 1980: Nijinski
- 1983: Unverstanden (Misunderstood)
- 1984: Der Aufpasser (Minder; Fernsehserie, eine Folge)
- 1984: The Bill (Fernsehserie, eine Folge)
- 1985–2020: EastEnders (Fernsehserie, 2.333 Folgen)
- 1992: Mambo Kings (The Mambo Kings)
- 1997: Bean – Der ultimative Katastrophenfilm (Bean: The Movie)
- 2003: Margery and Gladys (Fernsehfilm)